# Treplin
Treplin é um município da Alemanha, situado no distrito de Märkisch-Oderland, no estado de Brandemburgo. Tem 11,24 km² de área, e sua população em 2019 foi estimada em 372 habitantes.